# When the Going Gets Tough, the Tough Get Going
When the Going Gets Tough, the Tough Get Going è un singolo di Billy Ocean, pubblicato nel 1985 negli Stati Uniti e nel 1986 in Regno Unito.

## Il brano
Il brano è stato scritto da Wayne Anton Brathwaite, Barry James Eastmond, Mutt Lange e Billy Ocean. 
Esso è presente nella colonna sonora del film Il gioiello del Nilo interpretato da Michael Douglas. Inoltre è inserito nel sesto album in studio di Billy Ocean dal titolo Love Zone.
Nel video musicale del brano appaiono Michael Douglas, Kathleen Turner e Danny DeVito.
Il brano ha avuto molto successo in Nord America, Europa e Oceania. 

## Cover
I Boyzone realizzarono una cover del brano nel 1999 per la loro raccolta By Request. Anche questa versione ebbe notevole successo in Europa, in particolare in Regno Unito.